# Kocioł (województwo warmińsko-mazurskie)
Kocioł (niem. Kesselsdorf, Kessel) – wieś mazurska w Polsce położona w województwie warmińsko-mazurskim, w powiecie piskim, w gminie Pisz. W latach 1975–1998 miejscowość administracyjnie należała do województwa suwalskiego.

## Nazwa
Nazwę miejscowości Kocioł wprowadzono z 2001 rokiem. Wcześniej nazwę tę nosiła sąsiednia miejscowość, obecnie Kocioł Duży. W 1946 roku nazwę Kocioł nadano miejscowości, której niemiecka nazwa brzmiała Gross Kessel. 

## Historia
Wieś czynszowa, zapisywana w XV i XVI w. pod nazwami Kesseldorf, Kessel, lokowana w 1445 (bez okresu wolnizny, co potwierdza istnienie już osadnictwa). Wzmiankowana w dokumentach już w roku 1424 jako dwór (hoff) na 30 łanach przy jeziorze Pisza Woda. Była to nieudana próba stworzenia majątku domeny krzyżackiej, kiedy to komtur bałgijski i wójt natangijski Eberhard von Wesenthau, za wiedzą wielkiego mistrza Konrada von Erlichshausena nadał Mikołajowi Sołtysowi wieś zwaną Kesseldorf, na 46 łanach na prawie chełmińskim. Wieś leżała między strumieniem Pisza Woda, strumieniem zwanym Rekelnigk i kolejnym strumieniem zwanym Steffenstock a wsią Pietrzyki. 
Wieś lokowana była na 46 włókach przez komtura bałgijskiego Eberharda w 1445. Komtur nadał Mikołajowi 6 włók sołeckich. Była to wieś czynszowa na prawie chełmińskim, a czynsz z włóki wynosił 0,5 grzywny i dwie kury. 
Przed 1471 sołtysem był niejaki Janik – później otrzymał przywilej na dobra we wsi Gurskie, które zakupił od Piotra Rakowskiego. W 1472 Zygfryd Flach von Schwartzburg sprzedał młyn wraz z dwoma łanami i 6 morgami na prawie chełmińskim chorążemu mazowieckiemu Pawłowi Grabowskiemu (był nowym właścicielem Rakowa). W 1519 we wsi były dwie karczmy, podobnie w 1539 r. W 1519 wieś należała do parafii w Białej Piskiej.
Jeszcze przed 1632 wieś należała do rodziny szlacheckiej von Rosteck (Toepp.), albo Rostków (Kętrz.). W drugiej połowie XVII w. wieś była w posiadaniu arianina Samuela Przypkowskiego. (Przypkowski miał też Kosinowo). W Kotle według Pisańskiego odbyły się trzy synody braci polskich w Prusach (znane są daty dwóch synodów) (w 1665 i 1668 r.). Pisański podał też, że w Kotle utworzono szkołę parafii ewangelickiej z Pisza.
Zobacz też: Kocioł Duży oraz Kociołek Szlachecki